# Spilornis
Spilornis este un gen de vulturi de dimensiune medie din familia păsărilor de pradă Accipitridae. Denumirea genului provine din cuvintele grecești σπιλος spilos „pată”; ορνις ornis, ορνιθος ornithos „pasăre”. Păsările se întâlnesc în Asia de Sud, Asia de Sud-Est și Asia de Est.

## Specii
Următoarele specii sunt atribuite genului:
- Spilornis elgini
- Spilornis klossi
- Spilornis rufipectus
- Spilornis cheela
- Spilornis holospilus
- Spilornis kinabaluensis